# Lake Wylie
Lake Wylie es un lugar designado por el censo ubicado en el Condado de York, en el estado estadounidense de Carolina del Sur. La localidad en el año 2000 tiene una población de 3.061 habitantes en una superficie de 12.3 km², con una densidad poblacional de 340 personas por km². 

## Geografía
Lake Wylie se encuentra ubicado en las coordenadas 35°6′22″N 81°3′25″O / 35.10611, -81.05694. Según la Oficina del Censo, el pueblo tiene un área total de 12,3 km² (4,7 mi²), de la cual 9 km² (3,5 mi²) es tierra y 3,3 km² (1,3 mi²) (26.58%) es agua.

### Localidades adyacentes
El siguiente diagrama muestra a las localidades en un radio de 16 kilómetros (9,9 mi) de Lake Wylie.

## Demografía
En el 2000 la renta per cápita promedia del hogar era de $76.819, y el ingreso promedio para una familia era de $88.208. El ingreso per cápita para la localidad era de $43.567. En 2000 los hombres tenían un ingreso per cápita de $50.208 contra $32.679 para las mujeres. Alrededor del 0.80% de la población estaba bajo el umbral de pobreza nacional. 